# Владимир Иванов (художник)
 Вижте пояснителната страница за други личности с името Владимир Иванов.
Владимир Иванов е български художник. Творчеството му е с разнообразен характер: графика, рисунка, пластика, обекти, инсталации, с насоченост към съвременните форми на изразяване в изкуството, в посока на концептуалното.

## Биография
Роден е на 30 май 1946 година във Варна. Завършва Френската езикова гимназия в града. През 1975 година завършва Художествената академия, специалност „Графика“. Има над 30 самостоятелни изложби.
Професор е по рисуване във Варненския свободен университет.

## Творчество

### Самостоятелни изложби (частично)
Има над 30 самостоятелни изложби. Някои от тях са следните:
- 1978 – София и Варна
- 1985 – София
- 1990 – Дордрехт
- 1991 – Ротердам
- 1992 – Лайден
- 1993 – Ландграф
- 1994 – Амстердам
- 1998, 1999, 2000, 2001 – Варна
- 2002 – София
- 2004, 2005 – Варна